# Grethem
Grethem est une municipalité allemande du land de Basse-Saxe et l'arrondissement de la Lande (Heidekreis). En 2014, elle comptait 636 hab.

## Source
- (de) Cet article est partiellement ou en totalité issu de l’article de Wikipédia en allemand intitulé « Grethem » (voir la liste des auteurs).